# Decoroso Rosales
Decoroso R. Rosales (Calbayog, 20 december 1907 - 23 januari 1987) was een Filipijns politicus. Rosales was onder meer lid van het Filipijns Huis van Afgevaardigden, gouverneur van de provincie Samar en lid van de Senaat van de Filipijnen. 

## Biografie
Decoroso Rosales werd geboren op 20 december 1907 in barangay Caybago in de stad Calbayog in een familie van arme komaf. De vader van Rosales overleed relatief jong en de vijf kinderen van het gezin moesten hierdoor in hun jeugd geld bijverdienen om rond te kunnen komen. Twee broers van Decoroso werden priester. Van hen werd Julio Rosales uiteindelijk kardinaal en aartsbisschop van Cebu. Decoroso zelf studeerde rechten aan de University of the Philippines. Na het behalen van zijn diploma slaagde in 1933 voor het toelatingsexamen (bar exam) van de Filipijnse balie en werd hij advocaat.
In 1941 versloeg Rosales, gesteund door president Manuel Quezon bij de verkiezingen voor het Filipijnse Huis van Afgevaardigden voormalig senator en provinciegenoot Jose Avelino in de strijd om de zetel namens het 1e kiesdistrict van de provincie Samar. Kort na de verkiezingen viel het Japanse leger de Filipijnen binnen, waardoor de leden van het nieuw gekozen Congres niet aan hun termijn zouden beginnen. Tijdens de oorlog verbleef hij in de Visayas. Na de oorlog nam Rosales het in 1946 bij de verkiezingen voor het gouverneurschap van Samar op tegen Baltazar Avelino, een zoon van Jose Avelino. Hij verloor de strijd, maar wist bij een nieuwe poging in 1951 Avelino wel te verslaan. Avelino tekende bezwaar aan, met als argument dat Calbayog in Samar in het jaar voorafgaand aan de verkiezingen niet de vaste woonplaats van Rossales, zoals voorgeschreven door de kieswet. Het Hof van beroep stelde Avelino echter in het ongelijk.
Na afloop van zijn termijn eind 1955 stelde hij zich met succes kandidaat voor de Filipijnse Senaat. In zijn driejarige termijn termijn tot eind 1957 was hij lid van tien Senaatscommissies, waaronder die voor Provinciaal en lokaal bestuur. Nadien was hij in 1971 nog deelnemer aan de Constitutionele Conventie en was hij in 1986 een van de 48 leden van de door de nieuwe president Corazon Aquino samengestelde de Constitutionele Commissie. Rosales overleed in 1987 op 79-jarige leeftijd. Hij was getrouwd met Rosita Sepulveda en kreeg met haar twee kinderen.

## Bron
- Isidro L. Retizos en D. H. Soriano, The Philippines Who's who, Who's Who Publishers, 1st ed. (1957)
- Chan Robles Law Firm, Lijst met Filipijnse advocaten - R, website Chan Robles Law Firm (geraadpleegd op 14 januari 2014)
- The Avelino - Rosales Case, Residence Qualifications for Public Officers, Philippine Law Journal, nr 37, pag. 894-895 (geraadpleegd op 14 januari 2014)
- Biografie Decoroso Rosales, website Filipijnse Senaat (geraadpleegd op 14 januari 2014)